# Ultisol

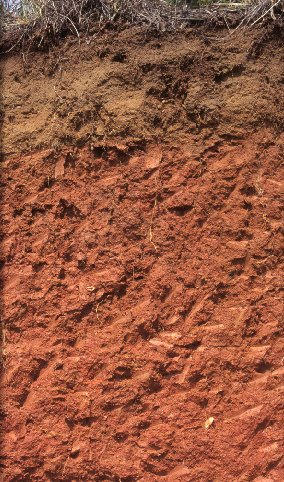
Ultisol

Een Ultisol is een van de 12 soil orders in de Amerikaanse bodemclassficatie (USDA Soil Taxonomy). Ze worden gedefinieerd als sterk verweerde bodems met een lage pH en een lage nutriëntenstatus. Het woord ultisol is afgeleid van het Engelse woord ultimate (ultiem), omdat deze bodems het ultieme product zijn van een voortdurende verwering in een vochtig klimaat. Ultisols zijn rood en geel van kleur en meestal aan de zure kant. Een pH lager dan 5 is normaal bij deze bodems. Ultisols hebben een kleiinspoelingshorizont, een Bt-horizont. De rode en gele kleur is het gevolg van accumulatie van ijzeroxide. Kalium en calcium komen in mindere mate voor, wat de bodems weinig geschikt voor landbouw maakt. Met behulp van kalk en superfosfaat kan de bodem toch voor landbouw worden gebruikt.
Ultisols bestaan uit verschillende kleimineralen, maar de meest voorkomende is kaoliniet. De bodems hebben een goede draagkracht en zijn geschikt voor bewerking. Ultisols komen het meest voor in het zuiden van de Verenigde Staten, Zuidoost-China, Zuidoost-Azië en enkele andere tropische en subtropische gebieden. Er zijn zeldzame fossiele Ultisols uit het Carboon gevonden.
In de Amerikaanse bodemclassificatie worden de Ultisols onderverdeeld in de volgende suborders:
- Aquults hebben periodiek of continu een hoge grondwaterstand (< 50 cm diep), zichtbaar als gleyverschijnselen
- Humults zijn goed gedraineerde ultisols met een hoog gehalte organische stof
- Udults zijn ultisols uit vochtige klimaten
- Ustults zijn een groot deel van het jaar droog is, maar bevatten voldoende vocht tijdens het groeiseizoen (veelal in semiaride klimaten)
- Xerults zijn gematigde ultisols uit gebieden met zeer droge zomers en vochtige winters (mediterrane klimaten)

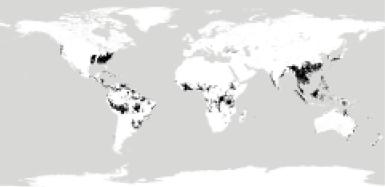
de verspreiding van Ultisols

World Reference Base for Soil Resources: Acrisol · Alisol · Andosol · Anthrosol · Arenosol · Calcisol · Cambisol · Chernozem · Cryosol · Durisol · Ferralsol · Fluvisol · Gleysol · Gypsisol · Histosol · Kastanozem · Leptosol · Lixisol · Luvisol · Nitisol · Phaeozem · Planosol · Plinthosol · Podzol · Regosol · Retisol · Solonchak · Solonetz · Stagnosol · Technosol · Umbrisol · Vertisol

USDA Soil Taxonomy: Alfisol · Andosol · Aridisol · Entisol · Gelisol · Histosol · Inceptisol · Mollisol · Oxisol · Spodosol · Ultisol · Vertisol

Nederlandse bodemclassificatie: Veengronden · Podzolgronden · Brikgronden · Eerdgronden · Vaaggronden